# Москера, Сантьяго
Харольд Сантьяго Москера Кайседо (исп. Hárold Santiago Mosquera Caicedo; род. 7 февраля 1995, Буэнавентура) — колумбийский футболист, полузащитник клуба «Депортиво Кали».

## Биография
Москера — воспитанник клуба «Мильонариос». 20 марта 2016 года в матче против «Индепендьенте Санта-Фе» он дебютировал в Кубке Мустанга. 23 февраля 2017 года в поединке против «Депортес Толима» Сантьяго сделал «дубль», забив свои первые голы за «Мильонариос». В том же году он стал чемпионом Колумбии.
12 февраля 2018 года Москера перешёл в клуб MLS «Даллас», получив статус молодого назначенного игрока. В главной лиге США он дебютировал 3 марта в матче стартового тура сезона против «Реал Солт-Лейк». 29 апреля в поединке против «Нью-Йорк Сити» Сантьяго забил свой первый гол за «Даллас». 16 сентября 2020 года в матче против «Колорадо Рэпидз» он оформил хет-трик. По окончании сезона 2020 «Даллас» не продлил контракт с Москерой.
19 декабря 2020 года Москера подписал контракт с клубом чемпионата Мексики «Пачука».

## Достижения
Командные
 «Мильонариос»
- Чемпион Колумбии — Финалисасьон 2017